# Pompeius Grammaticus
Pour les articles homonymes, voir Pompeius.
Pompeius Grammaticus, dit aussi Pompée le Grammairien, est un grammairien latin du Ve siècle, auteur d’un Commentaire sur la Grammaire de Donat (Commentum artis Donati).

## Biographie
On ne sait pas grand chose de la vie de Pompeius. Il a enseigné en Afrique à la fin du Ve siècle ou au tout début du VIe siècle.

## Œuvre
Pompeius est connu pour son commentaire de Donat, centré sur l’Ars maior. Ce commentaire était destiné à l'enseignement scolaire, comme le montre le soin apporté à expliquer les points même les plus élémentaires.
On lui a parfois attribué un commentaire sur Virgile et un commentaire sur Térence, mais ce sont de simples hypothèses.

## Éditions
- Heinrich Keil, Grammatici latini, t. 5, Leipzig, Teubner, 1868, p. 95-312; réimpr. Hidesheim, Olms, 1961.